# Ribera Baja del Ebro
Pour les articles homonymes, voir Ribera et Ebro (homonymie).
La comarque de Ribera Baja del Ebro est une région aragonaise dans la Province de Saragosse (Espagne).

## Communes
Alborge, Alforque, Cinco Olivas, Escatrón, Gelsa, Pina de Ebro, Quinto, Sástago, Velilla de Ebro, La Zaida